# Blaine Cartwright
Pour les articles homonymes, voir Cartwright.
Blaine Cartwright est le guitariste et chanteur du groupe Nashville Pussy, il est aussi le guitariste du groupe Nine Pound Hammer. Sa femme, Ruyter Suys, est la guitariste de Nashville Pussy.
La voix de Cartwright est souvent comparée à celle du leader de Motörhead, Lemmy Kilmister . Kilmister et Cartwright, avec les autres membres de Nashville Pussy et ceux de Reverend Horton Heat ont fait ensemble plusieurs reprises de blues, dont Run, run, Rudolph, de Chuck Berry.